# Islas del Limosna
Islas del Limosna o de la Limosna, son los nombres que recibe un archipiélago fluvial localizado en el río Paraná en las coordenadas geográficas  27°16′00″S 58°07′00″O / -27.26667, -58.11667.
La mayor parte del archipiélago —4 islas mayores y 4 menores— pertenece al distrito Mayor José Martínez del sureño departamento de Ñeembucú en Paraguay, a 227 kilómetros al sur de la capital Asunción.
Una de las islas más meridionales de este archipiélago, en el sector sudoeste, pertenece a la República Argentina, donde hace parte del municipio de Itatí, departamento Itatí de la provincia de Corrientes. La situación jurídica de esta isla —de 356,62 ha— y la de una isla menor a la que se halla casi unida, es la de exclave de Argentina en aguas pertenecientes a Paraguay. Otra isla argentina en igual situación jurídica se encuentra a 0,56 km del extremo sureste del archipiélago.
El archipiélago tiene forma oval, con 8,45 km de longitud entre sus extremos occidental y oriental, y 3 km en su parte latitudinal más ancha. Un canal de 150 a 200 m de ancho las separa de la paraguaya isla Lengua ubicada al oeste y con la que forman un conjunto cerrado; y un paso de 1,25 km las separa de las argentinas islas Verdes, ubicadas al este. La costa paraguaya se halla a 0,35 km al norte, y la argentina 1,7 km al sur.